# 长乐乡 (邵阳县)
长乐乡，是中华人民共和国湖南省邵陽市邵阳县下辖的一个乡镇级行政单位。

## 行政区划
长乐乡下辖以下地区：
塔桥村、大联村、天子村、新华村、南花村、渡头村、星光村、马头村、余家村、大丛村、乐善村、新联村、江东村、石边村、花江村、伏溪村、新石村、排头村和长乐村。